# Tramp (album)
Tramp è il terzo album discografico in studio della cantautrice statunitense Sharon Van Etten, pubblicato nel 2012.
Vi hanno collaborato tra gli altri Aaron Dessner (The National), Thomas Bartlett, Julianna Barwick e Zach Condon.

## Tracce
1. Warsaw – 2:29
2. Give Out – 4:21
3. Serpents – 3:04
4. Kevin's – 4:04
5. Leonard – 3:50
6. In Line – 4:46
7. All I Can – 4:56
8. We Are Fine – 3:51
9. Magic Chords – 3:58
10. Ask – 3:24
11. I'm Wrong – 3:57
12. Joke or a Lie – 4:02